# Henri Pensis
Henri Pensis (Ciutat de Luxemburg, 3 de novembre de 1900 - 1 de juny de 1958) va ser un director d'orquestra i compositor luxemburguès.

## Cursa artística
Pensis va néixer al barri de Pfaffenthal de la ciutat de Luxemburg. El 1933, va fundar i va ser el primer director de l'Orquestra Filharmònica de Luxemburg. Es va traslladar als Estats Units el 1940, per dirigir l'Orquestra Filharmònica de Nova Jersei i de l'Orquestra Simfònica de la ciutat de Sioux. Va realitzar almenys tres concerts al Carnegie Hall. Va tornar a dirigir a Luxemburg el 1946, al final de la Segona Guerra Mundial.

## Obres
- Soir d'été (poema symphonique)
- Fugue classique
- Suite pour orchestre
- Scène de danse pour orchestre
- Nockes an Nackes (comèdia musical)
- Hymne solennel
- Fantaisie de Noël

### Cançons populars
- Fir d'Fräiheet
- Op der Juegd
- D'Fréijoerslidd